# Garry Sutton
Garry Sutton (nascido em 27 de março de 1956) é um ex-ciclista australiano que competiu nos Jogos Olímpicos de Verão de 1976 e de 1980 representando a Austrália.